# الليبرالية في تركيا
يقدم هذا المقال لمحة عامّة عن الليبرالية في تركيا. دخلت الليبرالية إلى الدولة العثمانية خلال فترة الإصلاح التي عرفت باسم «التنظيمات العثمانية».

## التاريخ

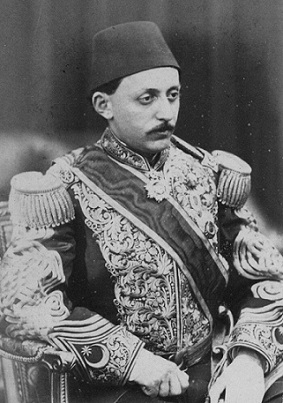
السلطان العثماني الثالث والثلاثون، مراد الخامس (إمبراطور).

في 30 مايو من عام 1876، أصبح مراد الخامس السلطان العثماني الجديد بعد خلع عمه عبد العزيز الأول. تأثر السلطان مراد الخامس بالثقافة الفرنسية، وكان ليبراليًا، إلا أنه لم يحكم الإمبراطورية إلا لمدة 93 يومًا، إذ عُزل في 31 أغسطس من نفس العام بحجة إصابته بمرض عقلي. من الممكن أن يكون خصوم مراد الخامس استخدموا هذه الحجة لوقف تنفيذه للإصلاحات الديموقراطية في الإمبراطورية، ولم يتمكن من إصدار الدستور الذي كان يطمح إليه مع أنصاره.

### العصر الدستوري
قُدمت الأفكار الدستورية في الإمبراطورية العثمانية من قبل المثقفين الليبراليين، أمثال بشير فؤاد وأحمد زهدو باشا، الذين حاولوا تحدي مجتمعهم من خلال تعزيز التنمية والتقدم وقيم الليبرالية.

#### التنظيمات

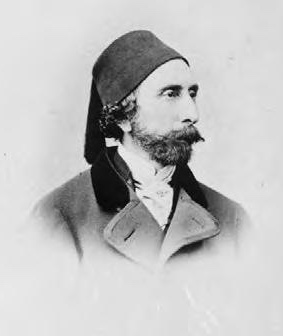
دوز أوغلو مهران يبك، سياسي ليبرالي.

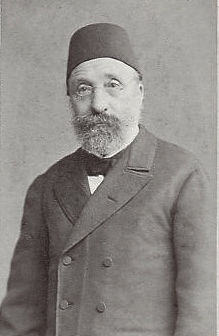
مدحت باشا.

كانت فترة التنظيمات (تعني حرفيًا إعادة تنظيم الدولة العثمانية) فترة إصلاح بدأت في عام 1839، وانتهت مع انطلاق المشروطية الأولى في عام 1876. مع أن دوافع تنفيذ الإصلاحات كانت بيروقراطية، فقد كان القائمون على عمليات الإصلاح ليبراليون ومثقفون، أمثال ديميتريوس زامباكوس باشا وكابولي محمد باشا والجمعية السرية للشباب العثمانيين ومدحت باشا الذي غالبًا ما يُعتبر أحد مؤسسي البرلمان العثماني. أُجريت العديد من التغييرات على مستوى الإمبراطورية بهدف تحسين الحريات المدنية، واعتبر العديد من المسلمين هذا النوع من التغييرات تأثيرًا أجنبيًا على العالم الإسلامي. تسبب هذا التصور في تعقيد الجهود الإصلاحية التي تقوم بها الدولة.
كانت السياسة التي تدعى «عثمانية» تهدف إلى توحيد جميع الشعوب المختلفة التي تعيش على الأراضي العثمانية، «مسلمين وغير مسلمين، أتراك ويونانيين، أرمن ويهود، كرد وعرب». بدأت الإمبراطورية العثمانية بتطبيق هذه السياسة بشكل رسمي بعد إصدار السلطان عبد المجيد الأول لفرمان الكلخانة لعام 1839، الذي أعلن تحقيق المساواة بين العثمانيين من مسلمين وغير مسلمين أمام القانون.
بدأت إصلاحات فترة التنظيمات في عهد السلطان محمود الثاني. أصدر السلطان عبد المجيد الأول، في 3 نوفمبر من عام 1839، مرسومًا إمبراطوريًا أُطلق عليه اسم فرمان الكلخانة. بعد ذلك، أُصدرت العديد من القرارات التي تصب في نفس الهدف. ذكر السلطان في الفرمان الجديد أنّه يتمنى «تحصيل فوائد الإدارة الجيدة لولايات الإمبراطورية العثمانية من خلال إنشاء مؤسسات جديدة». كان من بين الإصلاحات، التي نُفذت بموجب المرسوم الجديد، إلغاء العبودية وتجارة الرقيق، وإلغاء تجريم المثلية الجنسية، إضافة إلى إنشاء مدرسة الخدمة المدنية الخاصة بالتعليم العالي، وإصدار قانون تنظيم الصحافة والإعلام وقانون الجنسية لعام 1869 الذي أنشأ مواطنة عثمانية مشتركة بغض النظر عن الانقسامات الدينية أو العرقية، إضافة للعديد من الإصلاحات الأخرى. دعا الاقتصاديون العثمانيون الذي تعلموا في الغرب، أمثال أحمد رشاد باشا، إلى تطبيق سياسة الليبرالية الاقتصادية.

#### العثمانيين الشباب
كانت منظمة العثمانيين الشباب منظمة سرية تأسست في عام 1865 من قبل مجموعة من الأتراك العثمانيين المثقفين غير الراضين عن إصلاحات فترة التنظيمات في الإمبراطورية العثمانية، واعتقدوا أنها غير كافية، وأرادوا إنهاء الاستبداد في الإمبراطورية. سعت منظمة العثمانيين الشباب إلى تغيير المجتمع العثماني من خلال الحفاظ على الإمبراطورية من جهة وتحديثها وفقًا للتقاليد الأوروبية الخاصة بتبني حكمًا دستوريًا من جهة أخرى. مع أن أعضاء منظمة العثمانيين الشباب كانوا، في الكثير من الأحيان، على خلاف إيديولوجي فيما بينهم، إلا أنهم اتفقوا على ضرورة أن تستمر الحكومة الدستورية بالتجذر في الإسلام للتأكيد على «الصلاحية المستمرة والأساسية للإسلام كأساس للثقافة السياسية العثمانية». مع ذلك، كان أعاء المنظمة يسعون لربط المثالية الإسلامية مع الليبرالية الحديثة والديموقراطية البرلمانية، إذ كانت الليبرالية البرلمانية بالنسبة لهم نموذجًا يحتذى به بالتوافق مع مبادئ الإسلام، كما أنهم حاولوا «التوفيق بين المفاهيم الإسلامية للحكم وأفكار مونتسكيو ودانتون وروسو، وعلماء ورجال دولة أوروبيين معاصرين». أُعجب نامق كمال، الذي كان له فضل كبير في تأسيس المنظمة، بدستور الجمهورية الفرنسية الثالثة، ولخص المثل السياسية لمنظمة العثمانيين الشباب بأنها «سيادة الأمة، وفصل السلطات، ومسؤولية المسؤولين والحريات الشخصية والمساواة وحرية الفكر وحرية الإعلام والحرية النقابية والتمتع بالملكية وتمتع البيوت بحرمة خاصة». آمن أعضاء منظمة العثمانيين الشباب بأن التخلي عن المبادئ الإسلامية لصالح تقليد الحداثة الأوروبية مع حلول توافقية غير حكيمة لكليهما، والسعي لتوحيد الطرفين بطريقة اعتقدوا أنها تخدم مصالح الدولة وشعبها، كان أحد أهم أسباب انحدار الإمبراطورية العثمانية. سعى أعضاء المنظمة إلى إعادة إحياء الإمبراطورية من خلال تضمين نماذج حكم أوروبية معينة للحكم، مع الاحتفاظ بالأسس الإسلامية التي تأسست عليها الإمبراطورية. كان من بين الأعضاء البارزين في هذه الجميعة عدد من الكتاب والصحافيين كابراهيم شناسي ونامق كمال وعلي صوفي وضياء باشا وآعا أفندي.
في عام 1876، مرت منظمة العثمانيين الشباب بلحظات حاسمة في تاريخها مع إصدار السلطان عبد الحميد الثاني الدستور العثماني لعام 1876 في أولى محاولات وضع الدستور في الإمبراطورية العثمانية وإيذانًا ببدء العصر الدستوري الأول. لم تدم هذه الفترة الحرجة طويلًا إذ علق عبد الحميد العمل بالدستور الجديد والعمل البرلماني في عام 1878، وعادت الإمبراطورية إلى نظام الملكية المطلقة. مع ذلك، استمرت منظمة العثمانيين الشباب بتأثيرها على المجتمع إلى أن انهارت الإمبراطورية العثمانية. بعد عدة عقود، كررت مجموعة أخرى من العثمانيين الإصلاحيين، الذين أطلقوا على أنفسهم لقب تركيا الفتاة، جهود منظمة العثمانيين الشباب، ما تسبب باشتعال ثورة تركيا الفتاة في عام 1908، وانطلاق عصر المشروطية الثانية.

### حزب الحرية والوفاق
- 1911: أُسس حزب الحرية والوفاق الليبرالية (Hürriyet ve İtilaf Fırkası) كرد فعل على النزاعات الديكتاتورية.
- 1913: تعرض الحزب للحظر

### حزب الشعب الليبرالي العثماني / حزب الحرية
- 1918: أسس فتحي أوكيار في عام 1918 حزب الشعب الليبرالي العثماني (Osmanlı Hürriyetperver Avam Fırkası)
- 1920: تلاشى الحزب.
- 1930: شجع مصطفى كمال أتاتورك فتحي أوكيار على تأسيس حزب الحرية (Hürriyet Fırkası) الذي تحول فيما بعد إلى الحزب الجمهوري الليبرالي (Serbest Cumhuriyet Fırkası).
- 1930: اجتذب الحزب عددًا كبيرًا من المنشقين عن السياسات البيروقراطية الكمالية القاسية. قام مؤسس الحزب، أوكيار، بحل حزبه خشية أن يصبح أرضية لحشد مناهضي الإصلاحيين ضد الجمهورية العلمانية.